# Drachenritt
Drachenritt im Belantis (Leipzig/Zwenkau, Sachsen, Deutschland) ist eine Stahlachterbahn vom Modell Bobsled Coaster des Herstellers Gerstlauer Amusement Rides, die am 5. April 2003 eröffnet wurde. Sie ist nach G’sengte Sau im Erlebnispark Tripsdrill die zweite Achterbahn des Herstellers vom Modell Bobsled Coaster in Deutschland.
Die Achterbahn ist 490 Metern lang mit einer maximalen Fahrhöhe von 19,7 Metern, wobei eine maximale Geschwindigkeit von 55 km/h erreicht wird.

## Wagen
Drachenritt besitzt einzelne Wagen. In jedem Wagen können vier Personen in zwei Reihen Platz nehmen. Die Fahrgäste müssen mindestens 1,00 m groß sein.

## Galerie

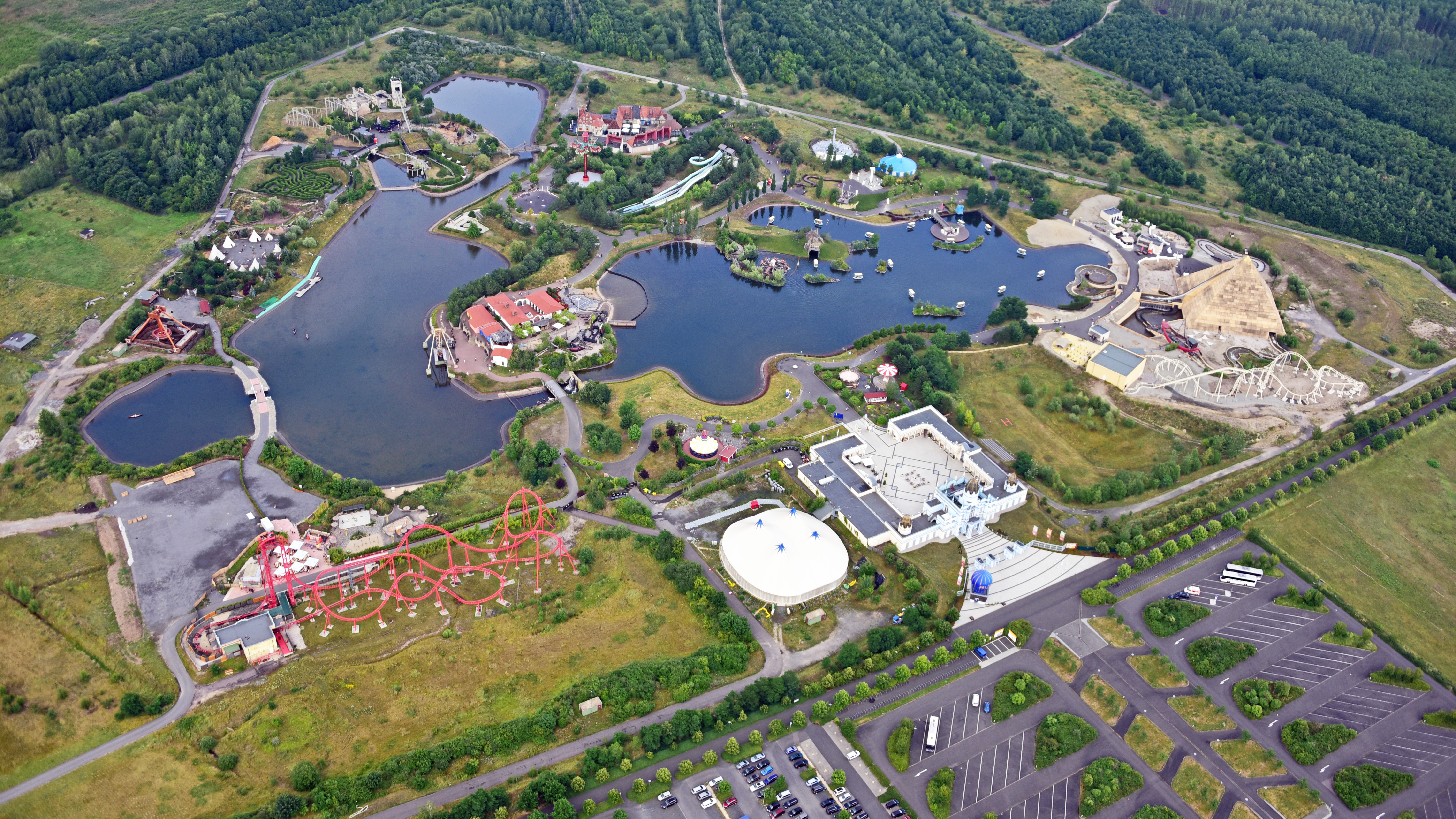
Lage von Drachenritt in Belantis (oben links)
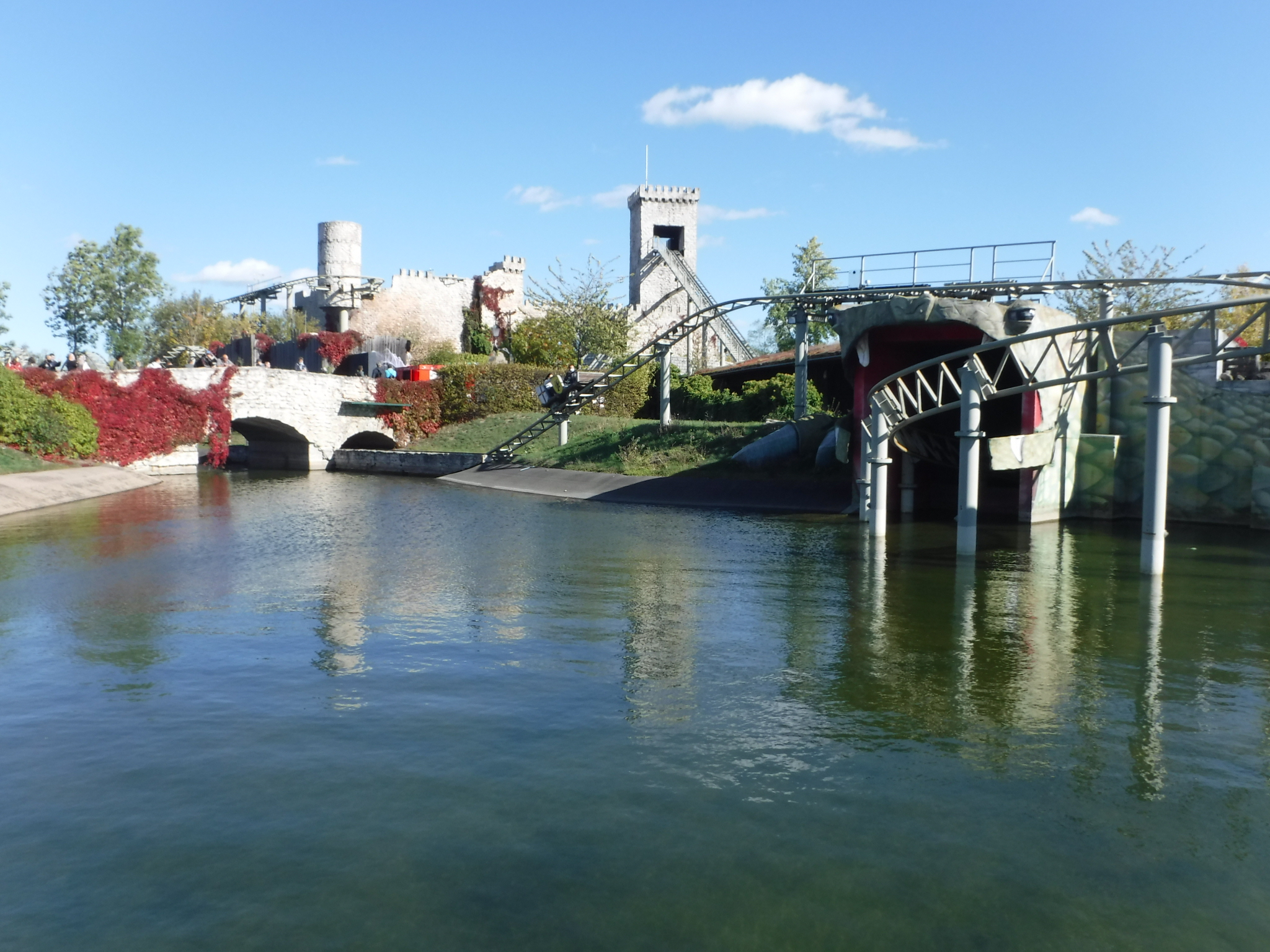
Drachenritt (2020)